# Вашкель, Дмитрий Сергеевич
Дмитрий Сергеевич Вашкель (бел. Дзмітрый Сяргеевіч Вашкель; род. 3 января 1993, Шарковщина, Витебская область) — белорусский футболист, полузащитник клуба «Макслайн».

## Карьера

### Клубная
Выступал за дубль новополоцкого «Нафтана». В основном составе дебютировал 20 июля 2013 года в матче против гродненского «Немана», когда вышел на замену на 74-й минуте.
В феврале 2014 года отправился на просмотр в пинскую «Волну» и вскоре подписал контракт с клубом. В составе «Волны» сразу стал игроком основы. По итогам сезона 2014 пинский клуб вылетел во Вторую лигу, но Дмитрий остался в команде. В августе 2015 года контракт с «Волной» был досрочно расторгнут, и вскоре Дмитрий стал игроком светлогорского «Химика».
В начале 2017 года перешел в гомельский «Локомотив», где закрепился в основе. В январе 2019 года отправился на просмотр в мозырскую «Славию», а в феврале покинул гомельский клуб. Однако, после безуспешных просмотров в «Славии» и бобруйской «Белшине» вернулся в «Локомотив». В начале 2021 года после ухода из гомельского клуба он был на просмотре в «Витебске», но получил травму и пропустил старт сезона 2021 года.
В марте 2022 года перешёл в «Островец». Дебютировал за клуб 9 апреля 2022 года в матче против «Молодечно-2018». Дебютным голом отличился 16 июля 2022 года в матче против рогачёвского «Макслайна».
В марте 2023 года футболист перешёл в рогачёвский «Макслайн».

### Статистика
| Сезон    | Дивизион | Клуб                | Страна                    | Матчи | Голы |
| -------- | -------- | ------------------- | ------------------------- | ----- | ---- |
| 2010     | дубль    | Нафтан              | Флаг Беларуси (1995—2012) | 8     | 0    |
| 2011     | дубль    | Нафтан              | Флаг Беларуси (1995—2012) | 32    | 5    |
| 2012     | дубль    | Нафтан              | Флаг Беларуси             | 29    | 4    |
| 2013     | Д1       | Нафтан              | Флаг Беларуси             | 2     | 0    |
| 2014     | Д2       | Волна (Пинск)       | Флаг Беларуси             | 19    | 0    |
| 2015 (1) | Д3       | Волна (Пинск)       | Флаг Беларуси             | 9     | 0    |
| 2015 (2) | Д2       | Химик (Светлогорск) | Флаг Беларуси             | 13    | 1    |
| 2016     | Д2       | Химик (Светлогорск) | Флаг Беларуси             | 18    | 4    |
| 2017     | Д2       | Локомотив (Гомель)  | Флаг Беларуси             | 28    | 4    |
| 2018     | Д2       | Локомотив (Гомель)  | Флаг Беларуси             | 26    | 5    |
| 2019     | Д2       | Локомотив (Гомель)  | Флаг Беларуси             | 27    | 1    |
| 2020     | Д2       | Локомотив (Гомель)  | Флаг Беларуси             | 22    | 0    |